# Vũ Tuấn Đức (nhạc sĩ)
Vũ Tuấn Đức (15 tháng 5 năm 1900 – 10 tháng 6 năm 1982) là một nhạc công, nhạc sư nhạc cụ dân tộc. Ông có đóng góp lớn cho sự phát triển của âm nhạc dân tộc Việt Nam.
Ông sinh tại làng Phi Liệu, Vụ Bản, tỉnh Nam Định. Ông say mê âm nhạc từ lúc nhỏ, từng bỏ nhà theo gánh hát xẩm để học nhạc. 14 tuổi, ông làm diễn viên trong một gánh chèo, tuồng ở Nam Định, đôi lúc kiêm thêm nghề dạy đàn. Ông có thể chơi được nhiều loại nhạc cụ dân tộc như đàn nhị, nguyệt, tam, tỳ bà, tam thập lục..., thuộc nhiều làn điệu chèo, tuồng, cải lương, quan họ, ca trù, ca Huế... Ông đã tập hợp một số nghệ sĩ thành lập Ban quốc nhạc tại Hà Nội để quảng bá âm nhạc dân tộc. Sau đó ban nhạc đã phải giải tán.
Sau Cách mạng tháng 8, ông đi theo các gánh tuồng chèo biểu diễn. Năm 1950, ông cùng các ông Tam Lang, Văn Thuật và một số thương gia thành lập Hội chấn hưng chèo cổ, lập ra rạp Lạc Việt cho gánh hát của bà Hoa Tâm thuê. Sau khi hoà bình lập lại, năm 1954, ông tham gia Đoàn chèo trung ương, sau đó về công tác ở Vụ Nghệ thuật.
Năm 1956, ông là một trong những giáo viên đầu tiên của Trường Âm nhạc Việt Nam (nay là Nhạc viện Hà Nội), và là Chủ nhiệm Khoa Nhạc cụ dân tộc. Năm 1958, ông được Bộ Văn hóa Thông tin cử đi dự Đại hội âm nhạc Mùa xuân ở Praha (Tiệp Khắc). Ông còn được bầu là Ủy viên Ban Chấp hành Hội Nhạc sĩ Việt Nam, Ban Chấp hành Hội Văn nghệ Việt Nam.
Trong suốt thời gian hoạt động tại Trường âm nhạc, ông đã có nhiều đóng góp quý báu cho sự phát triển âm nhạc cổ truyền. Ông là người biên soạn giáo trình âm nhạc ở bậc sơ học và trung học. Ông cũng là người đầu tiên thực hiện ghi nhạc dân tộc bằng năm dòng kẻ, để truyền bá các làn điệu âm nhạc dân tộc dễ dàng, bên cạnh đó còn sử dụng nhiều ký hiệu mới để ghi lại những đặc thù dân tộc. Ông đòi hỏi giữ được "hồn dân tộc", kiên quyết phản đối lối chơi nhạc cụ cổ truyền theo kiểu phương Tây. Ngoài ra, ông còn có nhiều đề xuất cải tiến nhạc cụ dân tộc và kỹ thuật chơi nhạc. Một trong những sáng tạo của ông là cây Nguyệt đại, dựa vào cây đàn nguyệt cổ truyền. Ông còn trực tiếp giảng day nhiều lớp nghệ sĩ như: Xuân Khải, Thao Giang, Vũ Thị Mai Phương, Xuân Dung, Đỗ Thị Phương Bảo, Thanh Tâm...
Ông về hưu năm 1972. Ông đã được Nhà nước trao tặng Huân chương Lao động hạng nhất và danh hiệu Nghệ sĩ nhân dân đợt 1 (1984). Ông mất năm 1982 tại Hà Nội, thọ 82 tuổi.